# KFUM Skellefteå
KFUM Skellefteå är en KFUM-förening i Skellefteå i Sverige. Föreningen grundades 1903 och har förutom annan social verksamhet även basket och volleyboll på programmet, dock som separata organisationer. Volleybollsektionen bildades 1968 och damlaget har spelat i elitserien under 7 säsonger samt deltog i CEV Cup 1989/1990, där de dock åkte ut direkt i 32-delsfinalen (tävlingen kallas numera CEV Challenge Cup) Även herrbasketsektionen har spelat i elitserien.

### Fotnoter
1. ↑  ”Historia”. KFUM Skellefteå. https://skelleftea.kfum.se/sida/?ID=317936. Läst 24 augusti 2023.
2. ↑  ”Välkommen till KFUM Skellefteå!”. KFUM Skellefteå. https://skelleftea.kfum.se/start/?ID=317931. Läst 24 augusti 2023.
3. ↑  ”Maratontabell Volleyboll 1963 - 2019/20, Elitserien damer”. Arkiverad från originalet den 26 oktober 2022. https://web.archive.org/web/20221026174820/https://www.volleyboll.se/globalassets/svenska-volleybollforbundet-volleyboll/dokument/om-sporten-historik/marathontabell-efter-grundserien-201920-d.pdf. Läst 19 september 2021.
4. ↑  ”KFUM Skellefteå”. Volleybox. https://women.volleybox.net/kfum-skellefte-t11787/tournaments. Läst 24 augusti 2023.
5. ↑  ”Basket i Västerbotten 1960 – 2022”. Mr Basket. https://mrbasket.se/basket-i-vasterbotten/. Läst 24 augusti 2023.
6. ↑  ”Basketprofilen Ike Person har gått bort”. Norran. https://norran.se/bli-prenumerant/artikel/r57gy2qj/nv-bd-0kr-dp1. Läst 24 augusti 2023.